# Blankenburg (Turíngia)
Blankenburg é um município da Alemanha, situado no distrito de Unstrut-Hainich, no estado da Turíngia. Tem 7,14 km² de área, e sua população em 2019 foi estimada em 156 habitantes.